# Nanban (film, 2012)
Pour les articles homonymes, voir Nanban (homonymie).
Nanban est un film indien de Kollywood réalisé par S. Shankar sorti en 2012.
Il narre l'histoire de trois amis, étudiants, interprétés par la star tamoule Vijay, Jeeva et Srikanth, en proie à la rigueur, qui règne dans leur université.  
Nanban est l'adaptation tamoule de 3 Idiots, un film hindi réalisé par Rajkumar Hirani, sorti en 2009, d'après le roman de Chetan Bhagat (hi), Five Point Someone (2004). 
Le sujet du film pointe, critique les faiblesses du système éducatif indien. Un système qui prône d'abord, le "tout apprendre par cœur" à la place du "comprendre avant tout". 

## Synopsis
Dans le sud de l'Inde...
Sevarkodi Sendil (Jeeva), Venkat Ramakrishnan (Srikanth), et Panchavan Parivendan (dit Pari) (Vijay) se lient d'une solide amitié, durant leur étude dans une grande école d'ingénieur. 
Issus de milieux très différents, chacun choisit un cursus pour des raisons qui lui sont propres. 
Ainsi, Sevarkodi, issu d'une famille très modeste, espère une vie beaucoup plus confortable, pour lui et les siens. 
Tandis que Venkat, de meilleure condition, renonce à la photographie, sa passion, pour embrasser les désirs de son père, lui plaire en somme. 
Enfin, Pari, véritable electron libre, libertaire, surdoué, se destine pour l’ingénierie, qui colle parfaitement à son tempérament d'inventeur. 
Il se heurte souvent à sa hiérarchie incarnée par Virumandi Santhanam, directeur de l'établissement, surnommé "Virus" par ses élèves, tant l'homme est dur et sectaire. 
La situation s'envenime lorsque Pari tombe amoureux et réciproquement de la charmante et intelligente Riya (Ileana D'Cruz), la fille unique de l'intraitable directeur.
Puis, dès le diplôme en poche, Pari met les voiles sans laisser d'adresse, au grand dam de ses compères et de sa bien-aimée.
Plusieurs années s'écoulent, quand le souvenir du brusque départ de Pari ressurgit et met sur la route ses deux amis. Ils entament un long périple pour le retrouver, tout en se remémorant les bons moments passées ensemble.

## Fiche technique et artistique
- Titre : Nanban
- Titre français : Nanban - Mon pote
- Titre original en tamoul : நண்பன்
- Réalisateur : S. Shankar
- Scénario : S. Shankar et Madhan Karky d'après le roman de Chetan Bhagat (hi)
- Musique : Harris Jayaraj
- Paroliers : Pa. Vijay, Viveka, Na. Muthukumar et Madhan Karky
- Chorégraphie : Farah Khan
- Photographie : Manoj Paramahamsa
- Montage : Anthony Gonsalvez
- Monteur son : Rasool Pookutty
- Production : Raju Easwaran (Gemini Film Circuit)
- Langue : tamoul
- Pays d'origine : Inde
- Date de sortie : 12 janvier 2012 (Inde, France[1])
- Format : Couleurs
- Genre : comédie dramatique

## Distribution
- Vijay : Panchavan Parivendan dit Pari
- Jeeva: : Sevalkodi Senthil
- Srikanth: : Venkat Ramakrishnan
- Ileana D'Cruz : Riya
- Sathyan : Srivatsan
- Sathyaraj : Virumandi Santhanam dit Virus
- Sachin Tyler Sadachcharan : Ramesh

## Musique
Nanban se compose de six chansons écrites par Pa. Vijay (5), Viveka (1), Na. Muthukumar (2, 6) et Madhan Karky (3, 4) sur une musique de Harris Jayaraj dont c'est la deuxième collaboration avec S. Shankar après Anniyan (2005). La bande originale est sortie le 23 décembre 2011, sous le label Gemini Audio.
1. En Frienda Pola - Krish, Suchith Suresan	(3:57)
2. Heartilay Battery - Hemachandran, Mukesh (5:35)
3. Asku Laska - Vijay Prakash, Chinmayi, Suvi (6:21)
4. Endhan Kann Munnae - Aalap Raju (2:10)
5. Irukaanaa - Vijay Prakash, Javed Ali, Sunidhi Chauhan (5:10)
6. Nalla Nanban - Ramakrishnan Murthy (4:25)